# ستيفن سيمونز (ملاكم)
ستيفن سيمونز (بالإنجليزية: Stephen Simmons) مواليد 6 أغسطس 1984 في إدنبرة، هو ملاكم محترف اسكتلندي بدأ مسيرته الاحترافية سنة 2011 حيث انتصر في نزاله الأول.

## إحصائيات
خاض خلال مسيرته 17 نزالا، فاز في 15 ولم يتعادل وخسر في 2. فاز بالضربة القاضية في 7 نزالات.

## روابط خارجية
- ستيفن سيمونز على موقع بوكس ريك (الإنجليزية) (registration required)